# 7 Oddział Ochrony Pogranicza
7 Oddział Ochrony Pogranicza – zlikwidowany oddział w strukturze organizacyjnej Wojsk Ochrony Pogranicza pełniący służbę na granicy polsko-radzieckiej.

## Formowanie i zmiany organizacyjne

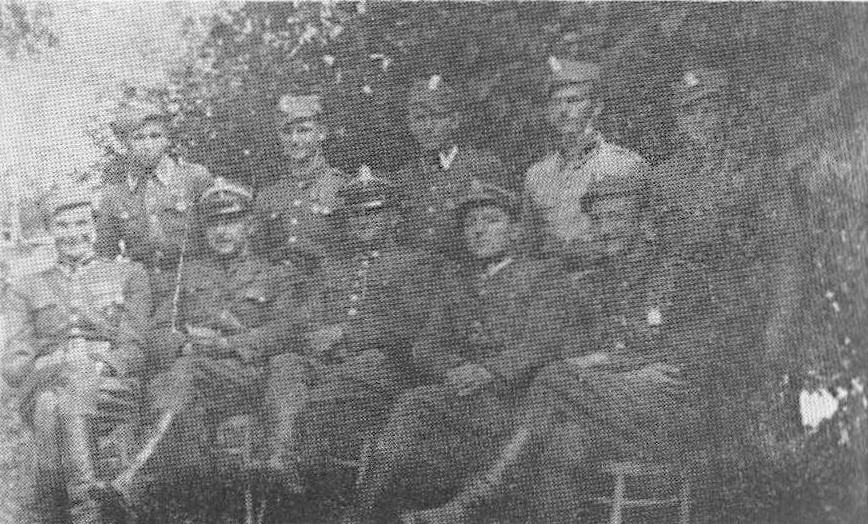
Grupa oficerów i podoficerów 7. Oddziału OP, granica polsko-radziecka (1946)

7 Oddział Ochrony Pogranicza JW 1884 (Zarządzenie SzSG Nr  053/Org. 30 marca 1946) został sformowany w grudniu 1945 z żołnierzy 3 i 14 Dywizji Piechoty, na podstawie rozkazu organizacyjnego Nr 0245/Org. Naczelnego Dowódcy Wojska Polskiego z 13 września 1945 według etatu nr 8/8–C o stanie 1856 wojskowych i 23 pracowników cywilnych, w składzie czterech komendantur odcinków i 16 strażnic.
12 listopada 1945 formujący się sztab 7 oddziału OP przeprowadził się z ul. Szpitalnej na ul. Gazową nr 1 w Lublinie. 18 listopada 1945 do Chełma wyjechała grupa operacyjna sztabu i 143 strażnica WOP. 30 listopada sztab 7 oddziału WOP przeprowadził się do Chełma Lubelskiego. 
Sztab oddziału stacjonował w Chełmie przy ul. Lubelskiej 131. Oddział podlegał szefowi Wydziału WOP przy Dowództwie Lubelskiego Okręgu Wojskowy, płk. Emilowi Czaplińskiemu. Z początkiem grudnia dowództwo oddziału zorganizowało i wysłało w teren strażnice nr 142, 143, 145 oraz wszystkie komendy.
Rozkazem organizacyjnym Naczelnego Dowódcy WP nr 0272/Org. z października 1945, wstrzymano chwilowo organizację oddziałów WOP mających ochraniać granicę północną (4., 5.) i wschodnią (6., 7.) nie oznaczało, że prace organizacyjne tych oddziałów zostały przerwane. Ideą wydanego rozkazu było wobec braku możliwości jednoczesnej organizacji wszystkich oddziałów WOP, rozłożenie wysiłku organizacyjnego na dwa etapy. W etapie pierwszym skierowano wysiłek organizacyjny, posiadane siły i środki na organizację tych oddziałów WOP, których organizacja warunkowała realizację planów reorganizacji sił zbrojnych. Oddziały WOP, które nie odgrywały takiej roli, pozbawione były właściwego wsparcia organizacyjnego okręgów wojskowych. Wsparcie to mogło nastąpić dopiero w drugiej kolejności, po zaspokojeniu najpilniejszych potrzeb oddziałów WOP mających objąć zachodnią i południową granicę państwa.
Zgodnie z wydanym rozkazem prace związane z organizacją 4., 5., 6. i 7. Oddziału WOP miały być zakończone do 15 grudnia 1945. Jednak rozliczne trudności związane przede wszystkim z niedoborem kadry oficerskiej i podoficerskiej, a także z brakiem wyposażenia uniemożliwiły zakończenie prac nad organizacją tych oddziałów w nakazanym terminie. Prace związane z ich organizacją przeciągnęły się do połowy 1946, świadczy o tym m.in. wystąpienie ND WP marsz. Michała Roli-Żymierskiego na odprawie dowódców okręgów wojskowych w dniu 14 maja 1946 gdzie stwierdził „[…] Okres organizacyjny WOP nie jest ukończony, stąd podporządkowanie oddziałów WOP dowódcom okręgów wojskowych”. Natomiast proces przejmowania odcinków granicznych trwał jeszcze dłużej, przeciągając się do października 1946.
Na podstawie rozkazu Nr 0153/Org. Naczelnego Dowódcy WP z 21 września 1946 jednostka została przeformowana. Na jego bazie powstał 7 Lubelski Oddział Wojsk Ochrony Pogranicza.

## Struktura organizacyjna
Stan w 1945:
- Dowódca oddziału
  - Adiutant
- Zastępca ds. polityczno-wychowawczych
  - Wydział polityczno-wychowawczy
- Zastępca ds. liniowych
  - Kierownik służby psów
- Szef sztabu
  - Sztab
- Zastępca ds. wywiadu
  - Wydział wywiadowczy
- Pomocnik ds. gospodarczych
  - Wydział zaopatrzenia materiałowo-technicznego
  - Sekcja kwatermistrzowsko-eksploatacyjna
  - Kompania gospodarcza
- Szef służby inżynieryjnej
- Szef służby samochodowej
- Szef służby chemicznej
- Szef służby sanitarnej
  - Ambulatorium Izba chorych
- Szef służby weterynaryjnej
  - Ambulatorium weterynaryjne
- 30 komenda odcinka – Terespol
- 31 komenda odcinka – Włodawa
- 32 komenda odcinka – Hrubieszów
- 33 komenda odcinka – Bełz
- 4 przejściowe punkty kontrolne (PPK)[g][h].
- Grupa manewrowa[16] (175 żołnierzy)[i]
- Pluton komendancki.

## Sąsiednie oddziały Ochrony Pogranicza
- 6 Oddział Ochrony Pogranicza ⇔ 8 Oddział Ochrony Pogranicza[j].

## Dowódcy oddziału
- ppłk Jan Błyskosz
- ppłk/płk Stefan Karpowicz (był na początku 1946)[18]
- płk Michał Żurko.

## Przekształcenia
7 Oddział Ochrony Pogranicza → 7 Lubelski Oddział WOP → 13 Brygada Ochrony Pogranicza → 23 Brygada WOP → Grupa Manewrowa WOP Tomaszów (Chełm) Lubelski «» Samodzielny Oddział Zwiadowczy WOP Tomaszów (Chełm) Lubelski → 23 Oddział WOP → 23 Chełmski Oddział WOP → Nadbużańska Brygada WOP → Nadbużański Batalion WOP → Nadbużański Oddział Straży Granicznej